# Hökholmarna
Hökholmarna är öar i Finland. De ligger i Finska viken och i kommunen Raseborg i landskapet Nyland, i den södra delen av landet. Öarna ligger omkring 87 kilometer väster om Helsingfors.
Arean för den av öarna koordinaterna pekar på är 1,1 hektar och dess största längd är 150 meter i sydöst-nordvästlig riktning. Närmaste större samhälle är Ekenäs, 11,5 km norr om Hökholmarna.